# Domingos Caldas Barbosa
Domingos Caldas Barbosa (Rio de Janeiro, 1740 — Lisboa, 9 de novembro de 1800) foi um sacerdote, poeta e músico luso-brasileiro, autor e divulgador de lundus e modinhas em Portugal, um dos estilos musicais pioneiros da música popular brasileira. Foi membro da Nova Arcádia de Lisboa. É considerado o primeiro nome importante da música popular brasileira, sendo também de grande relevância na história da música popular portuguesa.
Filho de um português com uma mulher angolana escravizada, estudou quando menino no Colégio dos Jesuítas, mas em 1760, já na idade militar, partiu para a Colônia do Sacramento como soldado.
Foi enviado para Portugal em 1763, para estudar em Coimbra. Posteriormente, em Lisboa, celebrizou-se pelas trovas improvisadas ao som da sua viola de cordas de arame. Suas composições estão reunidas no livro Viola de Lereno, publicado em 1798, sob o pseudônimo de Lereno Selinuntino.
Em Lisboa, teve uma vida de padre mundano e, ao mesmo tempo, de músico popular, animando assembleias burguesas, salões fidalgos e até serões do Paço Real. Fez sucesso a partir da década de 1770 na corte da rainha D. Maria I de Portugal. Em pouco tempo, a modinha tipicamente brasileira passaria por transformações e ganharia ares de música erudita nas cortes portuguesas.
Em sua poesia tratou das peculiaridades afetivas do povo brasileiro, distinguindo-as das dos portugueses. Aproximou-se assim de temas românticos, ainda que de maneira não tão profunda e por este motivo sofreu muitas críticas de eruditos portugueses contemporâneos, como Felinto Elísio, Nicolau Tolentino, Bocage e António Ribeiro dos Santos, que chegou a dizer que não conhecia "poeta mais prejudicial à educação[...] do que este trovador de Vênus e Cupido: a tafularia do amor, a meiguice do Brasil e em geral a moleza americana, que faz o caráter das suas trovas, respiram os ares voluptuosos de Pafus e Cítara, e encantam com venenosos filtros a fantasia dos moços e o coração das damas".
Faleceu no dia 9 de novembro de 1800, em Lisboa, no Palácio Pombeiro, do seu amigo D. José Luís de Vasconcelos e Sousa, Conde de Pombeiro, situado nas imediações do Palácio da Bemposta.
É o patrono da cadeira nº 3 da Academia Brasileira de Música.